# مرباط
شهرستان مرباط  (به عربی:  ولاية مرباط)       یکی از شهرستان‌های استان ظفار در کشور پادشاهی عمان است. مرباط در ۸۰ کیلومتری سمت مشرق  شهرستان صَلاله پایتخت استان  ظفار واقع شده‌است.  

## قیام دولت المنجوی
شهر مرباط یکی از قدیمی‌ترین شهرهای  استان ظفار  است. از قرن چهارم هجری ذکر نام (مرباط)  با قیام دولت (المنجوی) آمده‌است، أما این دولت  در سال ۶۲۰ هجری قمری منقرض می‌شود، ودولت (الحبوظی) در موقع (البلید) در جنو ب صلاله   جای آن را می‌گیرد.  

## جمعیت
جمعیت آن در حدود ۱۲ هزار نفر می‌باشد.

## آرامگاه سه تن از فرمانروایان پیشین مرباط
در شهر مرباط  سه آرامگاه از سه فرمانروایان پیشین مرباط وجود دارد که شرح می‌باشد:
- آرامگاه: زهیراین قبر  در جنوب مرباط و در ساحل  دریا قراردارد.
- آرامگاه: السید محمد بن علی بن علوی  معروف بـ(صاحب مرباط).
- آرامگاه: الشیخ محمد بن علی القلعی، روی سنگ قبر چنین نوشته شده‌است: سال وفات ۵۷۷ هجری.